# Ръководство на ПФК „Левски“ (София)
Ръководството на футболния клуб Левски (София) се занимава с управлението и организацията на дейността на организацията ПФК Левски (София) АД. Клубът има свое ръководство още от основаването си през 1914 г., като през годините за негов председател са били избирани общо 31 души. Най-дълго председатели на клуба са били Томас Лафчис – за общо 9 години в периода 1991 – 1999 г. – и Петър Стоянович – за общо 8 години през 1926, 1932 – 1934, 1936 и 1938 – 1940 г.

## Настоящо ръководство

### Структура и членове
Структурата на настоящото ръководство на ПФК Левски (София) е създадена през 1998 г. когато клубът е пререгистриран като акционерно дружество, приемайки името Професионален Футболен Клуб Левски АД. Дружеството се управлява от три колективни ръководни органа – Общо събрание, Надзорен съвет и Управителен съвет. Членове на всеки от ръководните органи са:
| Общо събрание     | Всички собственици на акции в акционерното дружество |
| Надзорен съвет    | Наско Сираков (председател)                          |
| Надзорен съвет    | Константин Папазов                                   |
| Надзорен съвет    | Няма                                                 |
| Управителен съвет | Павел Колев (председател)                            |
| Управителен съвет | Константин Баждеков                                  |
| Управителен съвет | Минко Герджиков                                      |
| Управителен съвет | Ивайло Цветков-Нойзи                                 |

### Местоположение
Ръководството на Левски (София) е базирано в София – на адрес София 1517, ул. „Тодорини кукли“ 47.

## Бивши ръководства
В историята си клубът е бил организиран по различен начин, но винаги начело е имал свой председател.

### 1914 – 1944
В годините от основаването на клуба до края на Втората световна война (1914 – 1944 г.) ръководствата на Левски (София) са избирани в началото на всяка година след демократично гласуване на всички членове на клуба, платили своя годишен членски внос. Председатели на клуба в този период са били:
| 1914 – 1919 | Владимир Георгиев |
| 1920 – 1922 | Димитър Иванов    |
| 1922 – 1923 | Димитър Писаров   |
| 1924 – 1925 | Стефан Проданов   |
| 1926        | Петър Стоянович   |
| 1927 – 1929 | Стефан Проданов   |
| 1930 – 1931 | Юрдан Ганчев      |
| 1932 – 1933 | Петър Стоянович   |
| 1934        | Димитър Ораховац  |
| 1935        | Христо Данчев     |
| 1935        | Димитър Вълчев    |
| 1936        | Петър Стоянович   |
| 1937        | Стефан Проданов   |
| 1938 – 1940 | Петър Стоянович   |
| 1941        | Стефан Проданов   |
| 1942 – 1944 | Стоян Реджов      |

### 1945 – 1958
В периода 1945 – 1958 г. Левски (София) е преобразуван във ведомствен клуб на Министерството на пощите и Министерството на леката промишленост. Ръководителите на клуба са избирани по препоръката на двете институции. Председатели на клуба в този период са били:
| 1945 – 1946 | Никола Йотов       |
| 1947 – 1948 | Никола Крушовенски |
| 1949 – 1951 | Иван Аладжов       |
| 1952 – 1953 | Паруш Парушев      |
| 1954 – 1958 | Димитър Янев       |

### 1959 – 1968
След 1959 г. е предприето реорганизиране на спорта в страната и клубовете са разпределени по райони. Левски (София) е на територията на район „Васил Левски“ в София и неговите ръководители са избирани по препоръка от Районния комитет на БКП. Председатели на клуба в периода 1959 – 1968 г. са били:
| 1959 – 1960 | Велин Георгиев |
| 1961 – 1962 | Денчо Юруков   |
| 1963 – 1965 | Ангел Бързашки |
| 1966 – 1968 | Асен Младенов  |

### 1969 – 1985
През 1969 г. след обединението на Левски (София) с отбора на Спартак (София) новосформираният клуб Левски-Спартак е подчинен на Министерството на вътрешните работи и неговите ръководители са определяни директно от министерството. Председатели на клуба в периода 1969 – 1985 г. са били:
| 1969 – 1971 | Любен Червенушев |
| 1972 – 1974 | Тодор Станчев    |
| 1975 – 1979 | Борислав Лазаров |
| 1980        | Асен Младенов    |
| 1981 – 1983 | Данаил Николов   |
| 1983 – 1985 | Кръстю Чакъров   |

### 1985 – 1990
През 1985 г. след разформироването на Левски (София) и прекръстването му на Витоша (София), ръководителите на клуба се определят съгласувано от Министерството на вътрешните работи и от Районния комитет на БКП – район „Васил Левски“. Председатели на клуба в периода 1985 – 1990 г. са били:
| 1985 – 1986 | Александър Цветански |
| 1986 – 1988 | Лазар Лазаров        |
| 1988 – 1989 | Данаил Николов       |
| 1989 – 1990 | Кръстю Чакъров       |

### 1991 – 1998
В периода 1991 – 1998 г. след началото на демократичните промени в България ръководителите на клуба отново се избират свободно от неговите членове. Председатели на клуба в периода 1991 – 1998 г. са били:
| 1991        | Васил Спасов |
| 1991 – 1998 | Томас Лафчис |

### 1998-
През 1998 г. клубът е пререгистриран като акционерно дружество. Оттогава до днес председатели на Надзорния съвет на клуба са били:
| 1998 – 1999 | Томас Лафчис     |
| 1999 – 2001 | Владимир Грашнов |
| 2002 – 2004 | Майкъл Чорни     |
| 2004 – 2015 | Тодор Батков     |
| 2016 – 2019 | Спас Русев       |
| 2019 – 2020 | Георги Попов     |
| 2020 –      | Наско Сираков    |